# 김성간
김성간(金成杆, 1912년 11월 17일 ~ 1984년 5월 29일)은 대한민국의 축구인으로, 경성 축구단에서 활약하였으며 1950년대 대한민국 축구 국가대표팀의 코치직을 수행하였다.

## 어린 시절
평양에서 태어나 순덕학교에 진학해 소학교 2학년이 되었을 때 처음 축구를 접하게 되었다.당시 순덕학교는 축구로 유명했으며, 담임 선생이던 김만영 선생 등 숭실대학에서 축구 선수로 활약하던 인물들도 많았었다.그 당시 공부를 하지 않고 운동 선수가 되려 하면 부랑자, 망나니가 된다는 등의 좋지 않은 집안과 주위 시선으로 인해 대부분의 선수들이 몰래 운동을 배웠고 김성간 선수도 그랬다. 그러다 다른 공립학교로 전학가게 되고 그곳에서 여러 축구 대회 및 육상 대회와 야구 대회,농구 대회 등에서 선수로 활약했다.

## 축구인 생활
이후 연희전문학교 축구부에서는 주장직을 맡았으며영국의 영불함대와의 환영 경기에서 득점을 기록하기도 했다.이후에 여러 팀에서 활약하였고 조선 축구 대표팀에 발탁되어, 1935년 6월에 개최된 전일본 발구 선수권 대회(제15회 천황배 전일본 축구 선수권 대회) 팀의 우승에 공헌했다.
1937년에는 송도고등보통학교의 감독직을 맡았다.
1939년 8월 관동주 대표전에서 일본 대표로 첫 출전, 다음 1940년까지 일본 대표로 5경기에 출전했다. 덧붙여 국제 A 매치로 인정되는 경기는 1940년 6월 16일의 필리핀 대표전의 1경기이다.
1946년 현역을 은퇴한 뒤 한국대표 스태프 등을 역임, 우승한 1956년 아시아컵에서는 코치를 맡았다.
그 후 미국으로 이주했지만 1984년 교통사고로 사망했다.

## 플레이 스타일
센터 포워드였음에도 개인 드리블 돌파에 관한 기사들이 많은 것으로 보아 단순 득점 외에도 개인 기술로 찬스를 만들어낼 수 있는 선수였던 것으로 추정된다.또한 장신인데도 빠른 스피드를 지녔으며 특히 슈팅 능력 1965년 기사에는 한국 역사상 최고의 슈팅의 왕가라고 표현했을 정도로 정확도와 파워가 강했다고 한다. 골키퍼가 막아도 그대로 공이 안쪽까지 들어가는 경우가 많았고 골대에 맞으면 큰 소리와 함께 오랫동안 골대가 흔들렸다고 한다.

## 기타
- 가족들의 영향으로 어린 시절 정대현 교회를 다녔다고 한다[2]
- 김성간 선수의 인터뷰에 따르면 당시 국립학교에서는 일본에를 국어라고 불렀고, 사립학교에서는 일본어라고 불렀다고 한다[2]

## 가족 관계
- 아내: 김연경
- 아들: 김영일 (농구 선수)[19]